# 皱叶黄杨
皱叶黄杨（学名：Buxus rugulosa）是黄杨科黄杨属的植物，为中国的特有植物。分布于中国大陆的四川、云南等地，生长于海拔1,900米至3,500米的地区，见于溪旁和山坡灌丛中，目前尚未由人工引种栽培。

## 别名
高山黄杨（云南植物志）

## 异名
- Buxus rugulosa Hatusima ssp. prostrata (W. W. Smith) Hatusima
- Buxus rugulosa Hatusima var. prostrata (W. W. Smith) M. Cheng
- Buxus rugulosa Hatusima var. rupicola (W. W. Smith) Hatusima